# Diocèse décentralisé de Crète
Le diocèse décentralisé de Crète, en grec moderne : Αποκεντρωμένη Διοίκηση Κρήτης / Apokentroméni Dioíkisi Krítis, est l'une des sept administrations décentralisées de Grèce, composée uniquement de l'île de Crète. Il est créé le 1er janvier 2011 par le programme Kallikratis et comprend, depuis cette date, la périphérie de Crète. Son siège est situé à Héraklion.

## Formation et missions
Les administrations décentralisées sont créées en janvier 2011 dans le cadre d'une vaste réforme de la structure administrative du pays, le programme Kallikratis.
Elles jouissent d'une autonomie administrative et financière et exercent les compétences dévolues à l'État en matière d'urbanisme, de politique environnementale et énergétique, de sylviculture, de migration et de citoyenneté. Au-delà, elles sont chargées de superviser les organes autonomes de premier et de second niveau : les municipalités et les périphéries, en l'occurrence les 24 municipalités de Crète et la périphérie elle-même.

## Caractéristiques
D'une superficie de 8 336 km2, la Crète est l'une des plus petites des sept administrations décentralisées par région, juste après l'Attique. Avec une population totale de 623 065 habitants, la Crète est l'une des plus petites des sept administrations décentralisées par région, après l'Attique. Elle est également la troisième plus petite administration décentralisée en nombre d'habitants, bien qu'elle ait récemment dépassé l'administration décentralisée beaucoup plus importante de l'Épire et de la Macédoine occidentale. 
Dans la nomenclature NUTS européenne (en), la Crète forme, avec les deux régions de l'Administration décentralisée de la mer Égée, la région EL4 de premier niveau NUTS (Nisia Aigaiou, Kriti, en français : Îles Égée, Crète).

## Secrétaire général
L'administration décentralisée est dirigée par un secrétaire général (Γενικός Γραμματέας) qui est nommé ou révoqué par une décision du cabinet à la demande du ministre grec de l'intérieur et est donc considéré comme le plus haut représentant du gouvernement national dans les régions.
À la suite de la victoire électorale de SYRIZA, en janvier 2015, le nouveau ministre de l'intérieur, Níkos Voútsis, a déclaré que les administrations décentralisées seraient abolies, et leurs pouvoirs transférés aux régions. En attendant que cette réforme soit officialisée, et comme les secrétaires généraux nommés par l'administration précédente ont démissionné le 2 février, les administrations décentralisées sont dirigées par leurs hauts fonctionnaires en tant que secrétaires généraux, par intérim.